# İstinye Üniversitesi
İstinye Üniversitesi (deutsch Istinye Universität) ist eine private Universität in der türkischen Stadt Istanbul.

## Geschichte
Die İstinye Universität wurde 2015 seitens der 21. Jahrhundert Anadolu Stiftung gegründet und beherbergt drei Krankenhauskonzerne („Liv Hospital”, “Medical Park“ und „VM Medical Park“). Im Oktober 2016 begann der Lehrbetrieb im Institut für Gesundheitswesen und im November folgten die Fakultäten für Medizin und Gesundheitswesen und die Berufsschule für Gesundheitsdienste.

## Organisation
Die Universität besitzt neben den 9 Fakultäten auch ein Institut, zwei Berufsschulen und 19 Forschungszentren:

### Fakultäten
- Fakultät für Zahnmedizin
- Fakultät für Pharmazie
- Fakultät für Bildende Kunst, Design und Architektur
- Fakultät für Geistes- und Sozialwissenschaften
- Wirtschafts-, Verwaltungs- und Sozialwissenschaftliche Fakultät
- Fakultät für Kommunikation
- Fakultät für Ingenieur- und Naturwissenschaften
- Fakultät für Gesundheitswissenschaften
- Medizinische Fakultät

### Institute
- Graduierteninstitut für Pädagogik

### Berufsschulen
- Berufsschule für Gesundheitsdienste
- Klassische Berufsschule